# جواد نكونام
جواد نكونام (بالفارسية: جَوادْ نِكُونَامْ)، من مواليد 7 سبتمبر 1980 في مدينة الري بإيران هو لاعب كرة قدم إيراني، يلعب مع نادي أوساسونا الإسباني، وقد شارك في كأس العالم لكرة القدم 2006 وكأس العالم لكرة القدم 2014.
بدأ نكونام مسيرته الكروية مع نادي باس طهران في عام 1998، ولعب له حتى عام 2005، وبعدها انتقل إلى نادي الوحدة الإماراتي، ثم تمت إعارته إلى نادي الشارقة الإماراتي، وفي موسم 2006/2007 انتقل إلى نادي أوساسونا الإسباني.
ولعب نيكونام مع منتخب إيران لكرة القدم من عام 2000 إلى 2015م.
ذهب جواد نيكونام إلى استقلال طهران بعقد لمدة عامين اعتبارًا من عام 2023.

## كأس آسيا

### كأس آسيا 2004
و قد سجل هدف في مرمى منتخب تايلند لكرة القدم، وقد سجل هدف في مرمى منتخب البحرين لكرة القدم.

### آسيا 2007
و قد سجل هدف في مرمى منتخب الصين لكرة القدم، وقد سجل هدف أمام منتخب ماليزيا لكرة القدم من ركلة جزاء.

### وصلات خارجية
- جواد نكونام على موقع الاتحاد الدولي (مؤرشف)  (الإنجليزية)
- جواد نكونام على موقع قاعدة بيانات كرة القدم.إي يو (الإنجليزية)
- جواد نكونام على موقع ناشيونال فوتبول تيمز (الإنجليزية)
- جواد نكونام على موقع Soccerway.com (الإنجليزية)
- جواد نكونام على موقع عالم كرة القدم.نت (الإنجليزية)
- جواد نكونام على موقع AS.com (الإسبانية)

## أهداف النوادي
| موسم  | فريق         | البلد                    | قسم | ظهور | أهداف |
| ----- | ------------ | ------------------------ | --- | ---- | ----- |
| 99/98 | نادي باس     | إيران                    | 1   | 23   | 2     |
| 00/99 | نادي باس     | إيران                    | 1   | 24   | 5     |
| 01/00 | نادي باس     | إيران                    | 1   | 21   | 5     |
| 02/01 | نادي باس     | إيران                    | 1   | 32   | 4     |
| 03/02 | نادي باس     | إيران                    | 1   | 31   | 7     |
| 04/03 | نادي باس     | إيران                    | 1   | 31   | 10    |
| 05/04 | نادي باس     | إيران                    | 1   | 25   | 9     |
| 06/05 | نادي الوحدة  | الإمارات العربية المتحدة | 1   | 11   | 3     |
| 06/05 | نادي الشارقة | الإمارات العربية المتحدة | 1   | 11   | 5     |
| 07/06 | أوساسونا     | إسبانيا                  | 1   | 24   | 2     |
| 08/07 | أوساسونا     | إسبانيا                  | 1   | 2    | 0     |
| 08/09 | أوساسونا     | إسبانيا                  | 1   | 27   | 7     |